# Nico Paz
Nicolás Paz Martínez, ou Nico Paz (Santa Cruz de Tenerife, 8 de setembro de 2004) é um futebolista hispano-argentino que atua como meio-campista. Atualmente joga no Como.

## Carreira

### Início
Seu início como jogador foi no CD San Juan, clube do bairro María Jiménez, localizado no município de Santa Cruz de Tenerife, sua cidade natal. Após, jogou no Tenerife. Em 2016, ingressou no infantil B do Real Madrid, passando por todas as categorias de base até chegar no Real Madrid Castilla.
Estreou pelo Real Madrid Castilla em 8 de janeiro de 2022, chamado pelo treinador Raúl González Blanco, na vitória por 3-1 sobre o Andorra. Entrou em campo aos 37 minutos do segundo tempo.
Inicialmente começando sua carreira como zagueiro, Paz avançou mais no campo conforme se desenvolveu. Depois de jogar como centroavante, ele mudou para a ala, onde jogou pelo time sub-19. Ele também se sente confortável atuando como meio-campista central ou armador.

### Real Madrid
Considerado um jogador promissor pelo clube, foi convocado para o tour americano de pré-temporada da temporada 2023-24 com o time titular. Lá ele fez seus primeiros minutos em vários amistosos.
No dia 8 de novembro de 2023, Paz fez sua estreia no time principal e na Liga dos Campeões da UEFA pelo Real Madrid em uma partida da fase de grupos contra o Braga, entrando aos aos 32 minutos do segundo tempo para substituir Federico Valverde no Estádio Santiago Bernabéu. Em 11 de novembro de 2023, Paz fez sua estreia na La Liga pelo Real em uma vitória por 5 a 1 sobre o Valencia, entrando aos 37 minutos do segundo tempo no lugar de Dani Carvajal. No dia 29 de novembro, disputou sua segunda partida na Liga dos Campeões, entrando aos 20 minutos do segundo tempo, substituindo Brahim Díaz, onde conseguiu somar mais minutos e marcar seu primeiro gol profissional com um chute de fora da área para dar a vitória por 3 a 2 sobre o Napoli. O gol o deixa como o segundo argentino mais jovem, depois de Lionel Messi, a marcar um gol no torneio continental, superando Alejandro Garnacho, que teria alcançado essa marca apenas algumas horas antes.

### Como
No dia 25 de agosto de 2024, Paz assinou com o clube da Série A italiana, o Como, em um contrato de quatro anos por uma taxa estimada em € 6 milhões. O Real Madrid mantém a opção de recompra e 50% dos direitos de uma venda futura. Escolheu a camisa número 79, ano de nascimento de sua mãe.
No dia seguinte, 26 de agosto, ele fez sua estreia pelo clube, entrando como substituto no empate por 1 a 1 contra o Cagliari. No dia 24 de setembro, na quinta rodada da Série A, contra a Atalanta, um chute de Nico virou gol contra de Sead Kolašinac; poucos minutos depois, Nico deu assistência a Alieu Fadera para o terceiro gol do time. A partida terminou com vitória do Como por 3-2 e Nico foi escolhido para a equipe da rodada. Em 19 de outubro, ele marcou seu primeiro gol pelo Como no empate por 1 a 1 contra o Parma.
Apesar do pouco tempo de jogo que lhe foi inicialmente atribuído, após um início de temporada tímido nos últimos meses de 2024, voltou a ser titular absoluto entre do técnico Fàbregas, convertendo-se com o tempo num dos ídolos da torcida lariense, o jogador mais forte e referência de toda a equipe.

## Seleção Argentina

### Sub-20
Em maio de 2022, ele foi convocado para a Seleção Argentina de Futebol Sub-20 por Javier Mascherano para o Torneio Internacional de Toulon. Ele estreou no torneio francês no dia 29 de maio como titular na vitória por 1 a 0 sobre a Arábia Saudita. Disputou o Torneio Internacional de Futebol Sub-20 de L'Alcúdia de 2022, onde foi campeão.
Em 18 de abril de 2023, foi incluído na pré-lista da Argentina para disputar a Copa do Mundo FIFA Sub-20 de 2023, mas não foi cedido pelo Real Madrid, perdendo a competição.

### Principal
Foi convocado por Lionel Scaloni para as partidas de outubro de 2024, pertencentes às Eliminatórias da Copa do Mundo FIFA de 2026, contra Venezuela e Bolívia. Nico faria sua estreia contra este último, substituindo Julián Álvarez aos 27 minutos do segundo tempo; treze minutos após sua entrada deu sua primeira assistência, sendo esta para Lionel Messi, que marcaria o 6-0 final da partida.

## Vida Pessoal
Nico é filho do ex-jogador da seleção argentina Pablo Paz, que jogou na Copa do Mundo FIFA de 1998, na França. Sua mãe é espanhola; possuindo assim dupla nacionalidade.

## Títulos
Real Madrid
- La Liga: 2023–24[50]
- Supercopa da Espanha: 2024[51]
- Liga dos Campeões da UEFA: 2023–24[52]

Argentina Sub-20
- Torneio Internacional de Futebol Sub-20 de L'Alcúdia: 2022[53]

### Prêmios individuais
- Melhor Sub-23 do Campeonato Italiano – Série A: 2024–25[54]